# Reklamombudsmannen
Reklamombudsmannen (RO) är en stiftelse som arbetar för hög etik i reklam och marknadskommunikation. Till Reklamombudsmannen kan alla vända sig med klagomål på reklam och företag och organisationer ges möjlighet till vägledning i marknadsetiska frågor. Reklamombudsmannen finansieras av marknadens aktörer genom frivilliga avgifter och är en del av näringslivets självregleringssystem. Reklamombudsmannen är inte en statlig myndighet.
Reklamombudsmannen inrättades av näringslivet 2009 och tog över de uppgifter som tidigare sköttes av  Marknadsetiska Rådet och Näringslivets etiska råd mot könsdiskriminerande reklam, som därmed lagts ned.

## Historik
Stiftelsen Reklamombudsmannen inrättades som ett led i EU-kommissionens strävan att skapa effektiva och starka egenåtgärdssystem för etisk marknadsföring inom hela EU.
Reklamombudsmannen representerar Sverige i The European Advertising Standards Alliance , den europeiska organisation som samordnar självreglering gällande marknadsföring i alla EU-länder. 
Stiftare är Sveriges Annonsörer, Näringslivets delegation för marknadsrätt, the International Chamber of Commerce (ICC), Sveriges Kommunikationsbyråer, Tidningsutgivarna och SWEDMA.
Sveriges första reklamombudsman är Elisabeth Trotzig.

## Arbetsgång
Allmänheten, företag, myndigheter och andra organisationer kan vända sig till Reklamombudsmannen med klagomål på reklam som man anser är oetisk eller på annat sätt strider mot god marknadsföringsetik. Reklamombudsmannen prövar om reklam följer Internationella Handelskammarens (International Chamber of Commerce) regler för reklam och marknadskommunikation och meddelar i uppenbara fall friande eller fällande beslut. Övriga ärenden prövas av Reklamombudsmannens opinionsnämnd. Opinionsnämnden leds av en jurist med domarkompetens och har en sammansättning med företrädare för olika branscher inom näringslivet samt konsumentintresset. Alla friande och fällande uttalanden publiceras på Reklamombudsmannens webbplats samt distribueras i vissa fall som pressmeddelanden. Reklamombudsmannen ger även vägledning och information i marknadsföringsetiska frågor.